# Гбур Зоряна Володимирівна
Зоряна Володимирівна Гбур — українська науковиця. Доктор наук з державного управління, професор, ректор Закладу вищої освіти «Університет трансформації майбутнього». Володіє українською, польською мовами. Публікаціі за https://orcid.org/0000-0003-4536-2438

## Життєпис
Освіта:
- повна вища — спеціаліст, Тернопільська академія народного господарства ( нині - Західноукраїнський національний університет), 2002 р., міжнародна економіка, економіст[1].
- друга вища — МАУП, 2010 р., комерційне та трудове право, юрист[2].

Одружена, виховує 2-х синів.

## Науковий ступінь, вчене звання
- У 2007 році на базі Львівського регіонального інституту державного управління Національної академії державного управління при Президентові України, захистила дисертацію на здобуття наукового ступеня Кандидат наук з державного управління [3] (тема «Вдосконалення моніторингу в системі державного управління»).
- У 2018 році на базі Національної академії державного управління при Президентові України, захистила дисертацію на здобуття наукового ступеня Доктор наук з державного управління (тема «Державне управління економічною безпекою України в контексті європейської інтеграції»).
- У 2020 році за кафедрою управління охороною здоров'я Національної медичної академії після дипломної освіти імені П. Л. Шупика, присвоєно вчене звання доцент .
- У 2021 році за кафедрою управління охороною здоров'я та публічного адміністрування Національного університету охорони здоров'я України імені П. Л. Шупика, присвоєно вчене звання професор.

## Професійний шлях

### Трудова діяльність (за основним місцем роботи)
- 07.1998 — 01.1999 Заступник директора по економіці Будівельно-комерційного підприємства «Експобуд», м. Львів;
- 01.1999 — 05.1999 Помічник юриста ЗАТ "Інвестиційна компанія «Карпати-інвест»;
- 05.1999 — 12.2000 Спеціаліст І-ї категорії, провідний спеціаліст Державної інспекції з контролю за цінами у Львівській області;
- 12.2000 — 10.2007 Начальник Обласного центру моніторингу соціальних програм та контролю за призначенням і виплатою пенсій та допомог Львівської облдержадміністрації, м. Львів;
- 11.2007 — 02.2008 керівник навчально-організаційного відділу ЗАТ «Львівський інститут менеджменту»;
- 02.2008 — 07.2020 Головний спеціаліст, головний економіст — фінансист Департаменту роботи з персоналом, Департаменту фінансів соціальної сфери, Департаменту координації та спрямування Міністром роботи центральних органів виконавчої влади, Департаменту місцевих бюджетів, взаємодії з ЦОВВ та регіонами, Департаменту фінансів виробничої сфери та майнових відносин, Департаменту фінансів промисловості Міністерства фінансів України.

### Науковий стаж
- 2002—2009 навчальні роки Старший викладач Університету «Львівський Ставропігіон» за сумісництвом;
- 2008—2009 навчальний рік Старший викладач кафедри економічної теорії Українського державного університету фінансів та міжнародної торгівлі за сумісництвом;
- 2009—2010 навчальний рік Старший викладач кафедри економічної теорії Українського державного університету фінансів та міжнародної торгівлі за сумісництвом;
- 2010—2011 навчальний рік Доцент кафедри фінансів, грошового обігу і кредиту Українського державного університету фінансів та міжнародної торгівлі за сумісництвом;
- 2011—2012 навчальний рік Доцент кафедри економічної теорії Українського державного університету фінансів та міжнародної торгівлі за сумісництвом;
- 2018—2021 рік Професор кафедри управління охорони здоров'я Національної медичної академії післядипломної освіти ім. П. Л. Шупика.
- 2021 — 2024 рік Професор кафедри управління охороною здоров'я та публічного адміністрування, в.о.завідувача кафедри публічного управління, адміністрування та соціальної роботи Національного університету охорони здоров'я України імені П. Л. Шупика
- 2024 - Проректор з наукової роботи Чернігівського інституту інформації, бізнесу і права ЗВО "Міжнародний науково-технічний університет імені Юрія Бугая"

## Відзнаки
- Почесна грамота Міністерства фінансів України, 17.08.2011 р;
- Подяка Міністерства фінансів України, 04.03.2010 р;
- Подяка Національної служби посередництва і примирення, м. Київ, 09.09.2016 р. Подяка Національної служби посередництва і примирення, м. Київ, 16.11. 2018 р.
- Диплом Президента Національної академії педагогічних наук України за вагомий внесок у розвиток наукової сфери України, 2019 р.
- Переможниця ІІІ Національної премії Найкраща жінка в професії в номінації ТОП-10, 2021 р.,
- Подяка ректора Національного університету охорони здоров'я України імені П. Л. Шупика за виконання значного обсягу робіт щодо започаткування та проведення освітньої діяльності за спеціальністю 281 Публічне управління та адміністрування січень 2022 р.
- Подяка-диплом та статуетка в номінації «Лавр незламності українців», м.Київ, 2023 р.
- Подяка Президента Міжнародного клубу успішних жінок за відданість українському народу, м. Київ, 2024 р.

## Основні наукові праці

### Колективні монографії, монографії, посібники
1. Гбур З. В. Гібридна війна та її вплив на державне управління економічною безпекою. Relevant issues of development and modernization of the modern science: the experience of countries of Eastern Europe and prospects of Ukraine: monograph. Riga, Latvia: «Baltija Publishing», 2018. С. 75 — 93  [Архівовано 4 листопада 2019 у Wayback Machine.].
2. Гбур З. В. Економічна безпека держави: досвід розвинутих країн світу. Economic system development trends: the experience of countries of Eastern Europe and prospects of Ukraine: monograph. Riga, Latvia: «Baltija Publishing», 2018. С. 118—137.
3. Гбур З. В. Проблеми державного управління інвестиційними проектами що фінансуються за кошти міжнародних фінансових організацій. Інституціалізація як фактор забезпечення розвитку системи інвестиційно-інноваційної безпеки України: колективна монографія / За заг.ред. О. Г. Гальцової. — Запоріжжя: Видавничий дім «Гельветика», 2019. — 488с. — С. 55 — 67.
4. New stages of development of modern science in Ukraine and eu countries/ Monograph / Zoriana Hbur, Model of public administration mechanism for advanced economic development of Ukraine. Riga, Latvia, 2019. — 472 р. — Р. 208—221.
5. Гбур З. В. Державне управління економічною безпекою України: теорія та практика: монографія. Кам'янець-Подільський: "Друкарня «Рута». 2018. 408 с.
6. Гбур З. В., Сидоренко А. М., Гаврилець О. Б./ Державне управління економічною безпекою України в контексті європейської інтеграції / З. В. Гбур, А. М. Сидоренко, О. Б. Гаврилець. Навчальний посібник. — К.: Вид-во «Зовнішня торгівля», 2010. — 160с.
7. Стовбан М. П., Гбур З. В., Толстанов О. К., Васильєв А. Г. Зарубіжний досвід утворення госпітальних округів в медичній сфері. Wissenschaft für den modernen menschen: medizin, chemie, landwirtschaft, geographie, architektur. Book 1. Part 2 / [team of authors: Avrunin O.G., Denga O.V., Hbur Z.V., Malenko S.A., Ovcharuk V.A., Polenova G.T. and etc.]. — Karlsruhe: NetAkhatAV, 2020—192 p.
8. Коломоєць А. В., Гбур З. В., Михальчук В. М., Толстанов О. К Використання логістики в управлінні обласною клінічною лікарнею. Wissenschaft für den modernen menschen: medizin, chemie, landwirtschaft, geographie, architektur. Book 1. Part 2 / [team of authors: Avrunin O.G., Denga O.V., Hbur Z.V., Malenko S.A., Ovcharuk V.A., Polenova G.T. and etc.]. — Karlsruhe: NetAkhatAV, 2020—192 p.
9. Стовбан М. П., Гбур З. В., Толстанов О. К., Михальчук В. М. Особливості госпітальних округів різних регіонів України. Wissenschaft für den modernen menschen: medizin, chemie, landwirtschaft, geographie, architektur. Book 1. Part 2 / [team of authors: Avrunin O.G., Denga O.V., Hbur Z.V., Malenko S.A., Ovcharuk V.A., Polenova G.T. and etc.]. — Karlsruhe: NetAkhatAV, 2020—192 p.
10. Коломоєць А. В., Михальчук В. М., Гбур З. В., Толстанов О. К Логістика як основа менеджменту закладу охорони здоров'я. Wissenschaft für den modernen menschen: medizin, chemie, landwirtschaft, geographie, architektur. Book 1. Part 2 / [team of authors: Avrunin O.G., Denga O.V., Hbur Z.V., Malenko S.A., Ovcharuk V.A., Polenova G.T. and etc.]. — Karlsruhe: NetAkhatAV, 2020—192 p.
11. Михальчук В. М., Коломоєць А. В., Гбур З. В. Законодавчі основи та принципи державного регулювання логістики в медицині. Колектив авторів. Сучасні аспекти науки: колективна монографія. — Київ; Братислава: ФОП КАНДИБА Т. П., 2020. 268 с. — С. 140—155
12. Стовбан М. П., Стовбан І. В., Толстанов О. К., Гбур З. В. Методи дослідження механізму взаємодії закладів в межах одного госпітального округу на практиці. Колектив авторів. Сучасні аспекти науки: колективна монографія. — Київ; Братислава: ФОП КАНДИБА Т. П., 2020. 268 с. — С. 181—198
13. Кошова С. П., Гбур З. В., Пархоменко-Куцевіл О. І. Розвиток фахівців охорони здоров'я та лікарів: теорія і практика. Навчальний посібник / С. П. Кошова, З. В. Гбур, О. І. Пархоменко-Куцевіл. — Кам'янець-Подільський: ТОВ «Друкарня „Рута“» , 2021. — 340 с.
14. Половіна А. О., Гбур З. В., Пархоменко-Куцевіл О. І., Кошова С. П. Кримінальна відповідальність працівників закладу охорони здоров'я: сучасні тенденції. Навчальний посібник / С. П. Кошова, З. В. Гбур, О. І. Пархоменко-Куцевіл. — Кам'янець-Подільський: ТОВ «Друкарня „Рута“», 2021. — 104 с.
15. Пархоменко-Куцевіл О. І., Гбур З. В. Формування кадрового потенціалу системи публічної служби в Україні: теоретичні засади. Монографія / Пархоменко-Куцевіл О. І., Гбур З. В. — Кам'янець-Подільський: ТОВ "Друкарня «Рутаˮ», 2021. — 368 с.
16. Гбур З. В. Ризики спричинені війною і економічна безпека держави. Стратегія сучасного розвитку України: синтез правових, освітніх та економічних механізмів: колективна монографія / за загальною редакцією професора Старченка Г. В. Чернігів: ГО «Науково-освітній інноваційний центр суспільних трансформацій», 2022. 283 с. — С.5-19
17. Навчально-методичний посібник під загальною редакцією Гбур З. В. Фінансування охорони здоров'я країн Європейського Союзу та України / Гбур З. В., Латишев Є. Є.. Волянський П. Б., Кошова С. П., Крилова І. І., Кушнір В. А., Терент'єва А. В. — К: 2023. — 186с.
18. Гбур З.В. Українська еліта в період російсько-української війни 2014 - 2023 рр. Українська еліта у другій половині ХІХ – на початку ХХІ століття: особливості формування, трансформація уявлень, інтелектуальний потенціал. Західні землі. Вибрані проблеми / від. ред. Ігор Соляр, упоряд. Олег Муравський, Михайло Романюк; НАН України, Інститут українознавства ім. І. Крип’якевича. Кн. 1. Львів, 2023. 536 с. - https://dspace.uzhnu.edu.ua/jspui/handle/lib/56869

### Публікації у виданнях індексованих в Web of Science, Scopus
1. Osadcha O.O. Akimova A.O. Hbur Z. V. Krylova I. I. Implementation of accounting processesas an alternative method for organizing accounting. Державний вищий навчальний заклад «Університет банківської справи» Харківський навчально-науковий інститут / Збірник наукових праць «Фінансово-кредитна діяльність: проблеми теорії та практики». Випуск 4(27)/2018. — науково-практичне видання. (збірник представлено в міжнародних інформаційних та наукометричних базах даних в тому числі web of science.) С. 193—200.  [Архівовано 27 лютого 2022 у Wayback Machine.].
2. «Світ Медицини та Біології» / № 3(69), 2019 / Перспективи розвитку медичних закладів в умовах реформи охорони здоров'я. Васильєв А. Г., Михальчук В. М., Гбур З. В., Вороненко Ю. В. Оптимізація роботи приватного медичного закладу в умовах реформи охорони здоров'я.  [Архівовано 7 лютого 2020 у Wayback Machine.].
3. Hanna Andrushchenko, Natalia Shandova, Zoriana Hbur, Nadiya Yavorska, Olena Parshyna. Enterprise competitiveness management by introducing virtual reality technologies. Academy of Strategic Management Journal Volume 18, Special Issue 1, 2019. — С. 1 — 6, Scopus (Q3, Европа),  [Архівовано 7 лютого 2020 у Wayback Machine.].
4. Акімова Л., Акімов О, Максименко Т., Гбур З., Орлова В.ADAPTIVE MANAGEMENT OF ENTREPRENEURSHIP MODEL AS A COMPONENT OF ENTERPRISE RESOURCE PLANNING.Volume 26, Issue 3, 2020 Scopus https://www.abacademies.org/articles/Adaptive-management-of-entrepreneurship-model-as-a-component-of-enterprise-resource-planning-1528-2686-26-3-362.pdf Scopus 2020
5. Finalcial and economic effect for the healthcare institution from the introduction of logistics management methods. Hbur Z.V., Kolomoyets A.V., Koshova S.P, Mykhalchuk V.M, Savychuk N.O. Wiadomości Lekarskie, том LXXIV6, 2021pp MAY Scopus
6. Koshova S. P., Hbur Z.V. Kolomoyets A.V Research of psychological readiness of doctors to adaptive training. Wiadomości Lekarskie, том  LXXIV, IS. 3 P. 2 2021,.pp.572-577 Scopus https://wiadlek.pl/wp-content/uploads/archive/2021/WLek202103202.pdf
7. Kolomoyets, A.V., Hbur, Z.V., Koshova, S. P., Krylova, I.I., Goydyk, V.S. Analysis of the financial condition and evaluation of the efficiency of financial logistics of the municipal non-commercial enterprise «Gerbachevsky regonal clinical hospital» Zhytomyr regional council. Pharmacology OnLine 2021, vol.2 рр.843-851 Scopus https://pharmacologyonline.silae.it/front/archives_2021_2
8. Koshova S. P., Hbur Z.V. State regulation of the space industry –the key to effective national security. Advances in Economics, Business and Management Research, volume 170. Proceedings of the International Conference on Economics, Law and Education Research (ELER 2021), 52-77p. Web of Science

### Навчально-методична література
1. МЕТОДИЧНІ ВКАЗІВКИ щодо викладання дисципліни «Аналітична діяльність в системі публічного управління» заочної форми навчання за спеціальністю 281 «Публічне управління та адміністрування» (Укладачі методичних вказівок: д.н.держ.упр., професор Гбур З. В. д.н.держ.упр., професор Волянський П. Б.) https://idundcz.dsns.gov.ua/files/2021/BIBLIOTEKA/НАВЧАЛЬНО_МЕТОДИЧНІ%20посібники/Методичка%20Аналітична%20діяльність_Гбур,Волянський.pdf
2. МЕТОДИЧНІ ВКАЗІВКИ щодо викладання дисципліни «Відповідальність в публічному адмініструванні» заочної форми навчання за спеціальністю 281 «Публічне управління та адміністрування» (Укладачі методичних вказівок: д.н.держ.упр., професор Гбур З. В., к.екон.н. Кравченко Ю. П.) https://idundcz.dsns.gov.ua/files/2021/BIBLIOTEKA/НАВЧАЛЬНО_МЕТОДИЧНІ%20посібники/Методичка%20Відповідальність%20в%20ПА_Гбур,Кравченко.pdf
3. МЕТОДИЧНІ ВКАЗІВКИ щодо викладання дисципліни «Електронний документообіг в публічному управлінні» заочної форми навчання за спеціальністю 281 «Публічне управління та адміністрування» (Укладачі методичних вказівок: д.н.держ.упр., професор Гбур З. В. , к.держ.упр. Кошова С. П., к.мед.н. Магльона В. В., к.тех.н., доцент Єременко С. А.) https://idundcz.dsns.gov.ua/files/2021/BIBLIOTEKA/НАВЧАЛЬНО_МЕТОДИЧНІ%20посібники/Методичка%20Електдокумент_Гбур,Кошова,%20Магльона.pdf
4. МЕТОДИЧНІ ВКАЗІВКИ щодо викладання дисципліни «Європейський союз: історичні, правові та інституційні основи» заочної форми навчання за спеціальністю 281 «Публічне управління та адміністрування» (Укладачі методичних вказівок: д.н.держ.упр., професор Гбур З. В., к.держ.упр. Кошова С. П.) https://idundcz.dsns.gov.ua/files/2021/BIBLIOTEKA/НАВЧАЛЬНО_МЕТОДИЧНІ%20посібники/Методичка%20ЄС_Гбур,Кошова.pdf
5. МЕТОДИЧНІ ВКАЗІВКИ щодо викладання дисципліни «Інформаційна політика та електронне врядування» заочної форми навчання за спеціальністю 281 «Публічне управління та адміністрування» (Укладачі методичних вказівок: д.н.держ.упр., професор Гбур З. В. к.держ.упр. Кошова С. П., к.мед.н. Магльона В. В.) https://idundcz.dsns.gov.ua/files/2021/BIBLIOTEKA/НАВЧАЛЬНО_МЕТОДИЧНІ%20посібники/Методичка%20Інформаційна%20політика_Гбур,Кошова,%20Магльона.pdf
6. МЕТОДИЧНІ ВКАЗІВКИ щодо викладання дисципліни «Кадрова політика і державна служба» заочної форми навчання за спеціальністю 281 «Публічне управління та адміністрування» (Укладачі методичних вказівок: д.н.держ.упр., професор Гбур З. В.,   к.держ.упр. Кошова С. П., д.н.держ.упр., професор Пархоменко-Куцевіл О. І.) https://idundcz.dsns.gov.ua/files/2021/BIBLIOTEKA/НАВЧАЛЬНО_МЕТОДИЧНІ%20посібники/Методичка%20Кадрова%20політика_Гбур,Кошова,Пархоменко-Куцевіл.pdf
7. МЕТОДИЧНІ ВКАЗІВКИ щодо викладання дисципліни «Керівник в інституціях сфери публічного управління» заочної форми навчання за спеціальністю 281 «Публічне управління та адміністрування» (Укладачі методичних вказівок: д.н.держ.упр., професор Гбур З. В., к.держ.упр. Кошова С. П.) https://idundcz.dsns.gov.ua/files/2021/BIBLIOTEKA/НАВЧАЛЬНО_МЕТОДИЧНІ%20посібники/Методичка%20Керівник%20в%20інституціях_Гбур,Кошова.pdf
8. МЕТОДИЧНІ ВКАЗІВКИ щодо викладання дисципліни «Методологія наукових досліджень у публічному управлінні» заочної форми навчання за спеціальністю 281 «Публічне управління та адміністрування» (Укладачі методичних вказівок: д.н.держ.упр., професор Гбур З. В., д.н.держ.упр., професор Волянський П. Б.) https://idundcz.dsns.gov.ua/files/2021/BIBLIOTEKA/НАВЧАЛЬНО_МЕТОДИЧНІ%20посібники/Методичка%20Методологія_Гбур,Волянський%20(1).pdf
9. МЕТОДИЧНІ ВКАЗІВКИ щодо викладання дисципліни «Публічна політика в Україні: інституції та процеси» заочної форми навчання за спеціальністю 281 «Публічне управління та адміністрування» (Укладачі методичних вказівок: д.н.держ.упр., професор Гбур З. В., к.держ.упр. Кошова С. П.) https://idundcz.dsns.gov.ua/files/2021/BIBLIOTEKA/НАВЧАЛЬНО_МЕТОДИЧНІ%20посібники/Методичка%20Публічна%20політика%20в%20Україні_Гбур,Кошова.pdf
10. МЕТОДИЧНІ ВКАЗІВКИ щодо викладання дисципліни «Публічне управління та адміністрування» заочної форми навчання за спеціальністю 281 «Публічне управління та адміністрування» (Укладачі методичних вказівок: д.н.держ.упр., професор Гбур З. В., к.держ.упр. Кошова С. П.) https://idundcz.dsns.gov.ua/files/2021/BIBLIOTEKA/НАВЧАЛЬНО_МЕТОДИЧНІ%20посібники/Методичка%20ПУ-ПА_Гбур,Кошова.pdf
11. МЕТОДИЧНІ ВКАЗІВКИ щодо викладання дисципліни «Соціальна і гуманітарна політика держави» заочної форми навчання за спеціальністю 281 «Публічне управління та адміністрування» (Укладачі методичних вказівок: д.н.держ.упр., професор Гбур З. В. к.держ.упр. Кошова С. П.) https://idundcz.dsns.gov.ua/files/2021/BIBLIOTEKA/НАВЧАЛЬНО_МЕТОДИЧНІ%20посібники/Методичка%20Соц%20і%20гумполітика_Гбур,Кошова%20(1).pdf
12. МЕТОДИЧНІ ВКАЗІВКИ щодо викладання дисципліни «Теорія і практика реформ в системі публічного управління» заочної форми навчання за спеціальністю 281 «Публічне управління та адміністрування» (Укладачі методичних вказівок: д.н.держ.упр., професор Гбур З. В., к.держ.упр. Кошова С. П.) https://idundcz.dsns.gov.ua/files/2021/BIBLIOTEKA/НАВЧАЛЬНО_МЕТОДИЧНІ%20посібники/Методичка%20Теорія%20і%20практика%20реформ_Гбур,Кошова.pdf
13. МЕТОДИЧНІ ВКАЗІВКИ щодо викладання дисципліни «Україна в геополітичному просторі та системі міжнародної безпеки» заочної форми навчання за спеціальністю 281 «Публічне управління та адміністрування» (Укладачі методичних вказівок: д.н.держ.упр., професор Гбур З. В., д.н.держ.упр., професор Волянський П. Б., д.н.держ.упр. Палагусинець Р. В.) https://idundcz.dsns.gov.ua/files/2021/BIBLIOTEKA/НАВЧАЛЬНО_МЕТОДИЧНІ%20посібники/Методичка%20Україна%20в%20геополітичному_Гбур,Палагусинець,%20Волянський%20(1).pdf
14. МЕТОДИЧНІ ВКАЗІВКИ щодо викладання дисципліни «Організаційно-правові засади публічного управління» заочної форми навчання за спеціальністю 281 «Публічне управління та адміністрування» (Укладачі методичних вказівок: д.н.держ.упр., професор Гбур З. В., к.держ.упр. Кошова С. П.) https://idundcz.dsns.gov.ua/files/2021/BIBLIOTEKA/НАВЧАЛЬНО_МЕТОДИЧНІ%20посібники/Методичка%20Організаційно-правові_Гбур,Кошова.pdf
15. МЕТОДИЧНІ ВКАЗІВКИ щодо викладання дисципліни «Публічне управління у сфері економіки» заочної форми навчання за спеціальністю 281 «Публічне управління та адміністрування» (Укладачі методичних вказівок: д.н.держ.упр., професор Гбур З. В., к.екон.н. Кравченко Ю. П.)  https://idundcz.dsns.gov.ua/files/2021/BIBLIOTEKA/НАВЧАЛЬНО_МЕТОДИЧНІ%20посібники/Методичка%20ПУ%20в%20економіці_Гбур,Кравченко%20(1).pdf
16. МЕТОДИЧНІ ВКАЗІВКИ щодо викладання дисципліни «Територіальна організація влади в Україні» заочної форми навчання за спеціальністю 281 «Публічне управління та адміністрування» (Укладачі методичних вказівок: д.н.держ.упр., професор Гбур З. В.   к.держ.упр. Кошова С. П., магістр з держ. упр. Галушкіна Л. В.) https://idundcz.dsns.gov.ua/files/2021/BIBLIOTEKA/НАВЧАЛЬНО_МЕТОДИЧНІ%20посібники/Методичка%20Територіальна%20оргвлади_Гбур,Кошова,%20Галушкіна.pdf
17. МЕТОДИЧНІ ВКАЗІВКИ щодо викладання дисципліни «Загальна теорія держави та конституційні основи публічної влади» заочної форми навчання за спеціальністю 281 «Публічне управління та адміністрування» (Укладачі методичних вказівок: д.н.держ.упр., професор Гбур З. В., к.держ.упр. Кошова С. П.) https://idundcz.dsns.gov.ua/files/2021/BIBLIOTEKA/НАВЧАЛЬНО_МЕТОДИЧНІ%20посібники/Методичка_Загал_на_теорiя_держави_Гбур,Кошова.pdf
18. МЕТОДИЧНІ ВКАЗІВКИ щодо підготовки та подання до захисту кваліфікаційної (магістерської) роботи для здобувачів заочної форми навчання за спеціальністю 281 «Публічне управління та адміністрування» (Укладачі методичних вказівок: д.н.держ.упр., професор Гбур З. В. д.н.держ.упр., Крилова І. І., к.держ.упр., доцент Кошова С. П.) https://idundcz.dsns.gov.ua/files/2021/BIBLIOTEKA/НАВЧАЛЬНО_МЕТОДИЧНІ%20посібники/Методичка%20Підготовка%20та%20захист%20магістерської_Гбур,Кошова,Крилова.pdf
19. МЕТОДИЧНІ ВКАЗІВКИ щодо проходження практики здобувачами заочної форми навчання за спеціальністю 281 «Публічне управління та адміністрування» (Укладачі методичних вказівок: д.н.держ.упр., професор Гбур З. В., к.держ.упр. Кошова С. П., д.н.держ.упр., професор Волянський П. Б.) https://idundcz.dsns.gov.ua/files/2021/BIBLIOTEKA/НАВЧАЛЬНО_МЕТОДИЧНІ%20посібники/Методичка%20проходження%20практики_Гбур,%20Кошова,%20Волянський,.pdf
20. МЕТОДИЧНІ ВКАЗІВКИ щодо викладання дисципліни «Основи державного регулювання космічної галузі» заочної форми навчання за спеціальністю 281 «Публічне управління та адміністрування» (Укладачі методичних вказівок: д.н.держ.упр., професор Гбур З. В. к.держ.упр., доцент Кошова С. П. магістр з держ.упр. Завада О. Г.)

## Авторські права
1. Свідоцтво № 117634 від 28.03.2023 р. на статтю Використання штучного інтелекту в інформаційній безпеці України, рішення Державної організації «Український національний офіс інтелектуальної власності та інновацій» оригіналом цього документа є електронний документ з ідентифікатором CR2111280323.
2. Свідоцтво № 117636 від 28.03.2023 р. на статтю Виклики та загрози в морській безпеці України, рішення Державної організації «Український національний офіс інтелектуальної власності та інновацій» оригіналом цього документа є електронний документ з ідентифікатором CR2143280323.
3. Свідоцтво № 117633 від 28.03.2023 р. на статтю Принципи роботи Армії Оборони Ізраїлю та їх імплементація в Україні, рішення Державної організації «Український національний офіс інтелектуальної власності та інновацій» оригіналом цього документа є електронний документ з ідентифікатором CR2093280323.
4. Свідоцтво № 117632 від 28.03.2023 р. на літературний письмовий твір наукового характеру Ризики спричинені війною та економічна безпека держави, рішення Державної організації «Український національний офіс інтелектуальної власності та інновацій» оригіналом цього документа є електронний документ з ідентифікатором CR2074280323.
5. Свідоцтво № 117635 від 28.03.2023 р. на статтю Роль НАТО як оборонного союзу в безпеці Європи, рішення Державної організації «Український національний офіс інтелектуальної власності та інновацій» оригіналом цього документа є електронний документ з ідентифікатором CR2133280323.